# Kilpeck
Kilpeck is een civil parish in het bestuurlijke gebied Herefordshire. De plaats telt slechts 215 inwoners maar is bekend om zijn oude kerkgebouw in de Anglo-Normandische (romaanse) stijl. In het Welsh heet het plaatsje Llanddewi Cil Peddeg. Tot 1100 behoorde Kilpeck tot Wales en tot 1131 viel het nog onder het bisdom Llandaff (Wales).
De kerk van Kilpeck is gewijd aan St. Mary en St. David en dateert van rond 1134. Wat het kerkgebouw bijzonder maakt zijn de Romaanse sculpturen op het deurportaal, de kraagstenen, het westelijke raam en de koorboog. Zij vertonen invloeden uit Angelsaksisch Engeland, Ierland, Scandinavië, Frankrijk en Spanje. Daarnaast maken de sculpturen onderdeel uit van de lokale Herefordshire School, waarvan Kilpeck een van de best bewaarde exemplaren is. Andere werken zijn onder andere te vinden in Shobdon, Leominster, Stretten Sugwas, Brinsop, Eardisley en Castle Frome. In totaal zijn ruim 20 kerkgebouwen gedecoreerd met sculpturen in de stijl van de Herefordshire School.
Een ander belangrijk gebouw in Kilpeck was het kasteel dat zich direct ten westen van de kerk bevond. Inmiddels is er niet meer dan een ruïne over. Vermoedelijk was Hugh fitzWilliam, ook wel Hugh de Kilpeck genoemd, verantwoordelijk voor de bouw van het kasteel en de kerk.